# Misdemeanor (UFO)
Misdemeanor è un album studio del gruppo musicale britannico UFO, pubblicato nel 1985 dalla Chrysalis Records.

## Tracce
1. This Time (Gray, Mogg)
2. One Heart (Gray, Mogg, McClendon)
3. Night Run (Gray, Mogg, McClendon)
4. The Only Ones (Gray, Mogg)
5. Meanstreets (McClendon, Mogg)
6. Name of Love (McClendon, Mogg)
7. Blue (Gray, Mogg)
8. Dream the Dream (Raymond, Mogg)
9. Heaven's Gate (McClendon, Mogg)
10. Wreckless (McClendon, Mogg)
11. The Chase
12. Night Run (U.S. Remix)
13. This Time (U.S. Remix)
14. Heavens Gate (U.S. Remix)
15. Name Of Love (U.S. Remix)
16. One Heart (U.S. Remix)
17. Blue (U.S. Remix)

## Formazione
- Phil Mogg - voce
- Tommy McClendon - chitarra
- Paul Raymond - tastiera, chitarra
- Paul Grey - basso elettrico
- Jim Simpson - batteria